# Fiddown
Fiddown est un village en Irlande, situé dans le comté de Kilkenny.
Fiddown se trouve sur une des berges de la rivière Suir, à la frontière avec le Comté de Waterford auquel il est relié par un pont, le Fiddown bridge.